# Hoffmann Géza (birkózó)
Hoffmann Géza (Hódmezővásárhely, 1929. február 26. – Budapest, 2005. április 18.)  sokszoros szabad-, és kötöttfogású magyar válogatott birkózó, olimpikon, szabadfogásban Tokió vb, IV. helyezett, szabadfogásban Bukarest és Moszkva Főiskolai Világbajnok, mesteredző.

## Élete
Nevét a születését megelőző napról kapta, ami éppen Géza volt, és akkoriban a Géza név nem volt annyira elterjedt. Édesapja Hoffmann József (Hoffmann Márton fia), aki 1901. július 27-én Gyulán született, foglalkozását tekintve kőművessegéd volt. Édesanyja Király Mária, aki 1901. augusztus 5-én született, és foglalkozása kalapos volt. Húga (Mária Magdolna) születését követően hamarosan édesanyja meghalt, majd a későbbiekben édesapja is. Húgát 4 éves korában egy rokon a férjével örökbe fogadta, azonban a rokon is hamarosan meghalt. A húg ezért is Hódmezővásárhelyet elhagyva 12 éves korában hozzá költözött Budapestre. Ő már 4 évvel korábban hagyta el szülővárosát birkózó tudása továbbfejlesztése érdekében, ezért és költözött Budapestre, ahol munkáját a Ganz Gyárban lakatosként kezdte. Testvérével élete végéig szoros kapcsolatban állt.
1953-ban érettségizett a Közgazdasági Technikumban, ahol Juhász Mária feleségét megismerte, és 1954-ben feleségül vette. Több mint 50 évig fennálló házasságuk alatt két gyermekük született (Géza és Lilla).
A birkózással már fiatal korában megismerkedett Hódmezővásárhelyen. (1946-47 között – hódmezővásárhelyi MÁV)
Kezdetben 1947-49 között ifjúsági birkózóként a Ganz TE-ben birkózott. Itt lett I. osztályú versenyző.
1949 évben átigazolt az ország akkori legpatinásabb csapatához, a Budapest Honvéd Sport Egyesülethez, ahol 1963-ig versenyzett. Sok hazai és nemzetközi versenyen vett részt. 1950 és 1962 között a Magyar Birkózó válogatott tagja volt. Edzői Matura Mihály, és Kárpáti Károly birkózó mesteredzők voltak.
Olyan nagy nevű emberekkel birkózott együtt mint Polyák Imre, Szilvási Miklós, Hódos Imre, Bencze Lajos, Bóbis Gyula, Kovács Gyula, Németh Gyula, Kenéz Béla, id. Növényi Norbert,  Kellermann József, Tóth Gyula, Gurics György, Kerekes Sándor, Reznák János, Székely Pál, Kozma István, Varga János, Zsibrita János, Pércsi József, Csatári József, Páger Antal, Zaka Zoltán, Maróthy István, Kovács József, Hollósi Géza, és sokan mások. Eredményeit állandó fogyasztás mellett érte el, hetente 4–8 kg-ot kellett fogynia versenysúlyához, ami nagy megterhelést jelentett számára. Egészségügyi problémával is küzdött, hiszen állva a térde – megerőltetés nélkül is – a versenyek mérkőzései közben sokszor kiugrott, ezért kerültek az általa itthon legyőzött sporttársai előtérbe a nemzetközi versenyeken való részvételben. Csak jóval versenyzői pályafutását követően szűnt meg ezen problémája, mikor az egyik bölcsességfogát kihúzták. Megállapították, a gyökere gyulladásban volt. Ez okozhatta a problémát.
1963-ban testnevelő tanári, 1964-ben birkózó szakedzői diplomát szerzett a Testnevelési Főiskolán
1964 és 1989 között a Budapesti Honvéd Sport Egyesület Birkózó Szakosztály edzője, 1975-től 1980-ig vezetőedzője is volt.
1970-ben kapta mesteredzői címét.
Az 1980-as évek vége felé a BHSE Birkózó Szakosztálya kisebb-nagyobb problémákkal küszködve leépült (két évvel később felszámolták), így átment a Budapesti Vasutas Sport Club Birkózó Szakosztályához ahol az utánpótlás-birkózás szakmai és gyakorlati irányítását vállalta (1988-1998). A későbbiekben szaktanácsadóként az egyéni tehetséggondozásra fektetett nagy hangsúlyt. 1999-ben innét ment véglegesen nyugdíjba. Egész életét a birkózásnak szentelte.
2005. április 19-én hunyt el Budapesten, sírja a rákoskeresztúri Új köztemetőben található.

## Munkássága
Edzőként a Testnevelési Főiskola tanáraként kezdett dolgozni, majd folytatta a Budapesti Honvéd Sport Egyesület Birkózó Szakosztályában. Országosan kialakított egy utánpótlásképzési és nevelési szisztémát, ennek lerakta az alapjait. Birkózó sportiskolai rendszeréről szakkönyveket írt.
1964-től a Magyar Birkózó Szövetség edzőbizottságának tagja, és 1965-től az MBSZ Ifjúsági Bizottságának elnöke lett egészen Hegedűs Csaba megválasztásáig. Ezen időszak alatt két választási rendszerben volt elnökségi tag.
A Testnevelési Főiskola Továbbképzési Intézetében középfokú edzői szakon tanította a jövő nemzedékének birkózóedzőit.
1975.05.01 – 1980.02.15-ig a Budapesti Honvéd Sport Egyesület Birkózó Szakosztályának vezető edzőjeként elért eredményei (1977. júniusáig utánpótlásedző is volt):
Edzőtársai: Varga János, Erdős Márton, Alker Imre, Tasnádi Henrik, Hollósi Géza, Tóth Gyula, Búzás Károly, Vilczellér Dezső, Dina Károly, Tanító Lajos, Szülek Sándor
1975 évben – Tóth Gyula vezetőedző elődjével – az elért eredmények közösek.
Szabadfogásban:
Egyéni felnőtt Magyar Bajnokok – Kocsis János, Molnár Géza, Csatári József
Egyéni junior Magyar Bajnokok – Szalontai Imre, Nádházi István, Búzás András
15 fő   I. osztályú minősítésű versenyző (Búzás Károly, Csatári József, Fekete Tibor, Gila István, Hirosik István, Kispéter Tibor, Mészáros László, Molnár Géza, Nádházi István, Péter László, Simon György, Sümegi Ferenc, Szalontai Imre, Szemerédi Péter)
3 fő     aranyjelvényes minősítésű versenyző (Gulyás István, Búzás András, Szalontai Imre)
3 fő     II. osztályú minősítésű versenyző
4 fő     III. osztályú minősítésű versenyző
1 fő     ifjúsági II. kcs. aranyjelvényes minősítésű versenyző – Erdős Márton edző által (Babusa Sándor)
Szalontai Imre – Bulgária (Haskovo), Junior Világbajnokság, V. hely.
Felnőtt Magyar Csapat Bajnokság (egyéni körmérkőzéses formában): I. hely.
Kötöttfogásban:
Egyéni junior Magyar Bajnokok – Karapancidisz Dimitrisz, Bodó Antal
Egyéni ifjúsági Magyar Bajnok – Bodó Antal
8 fő     I. osztályú minősítésű versenyző – Varga János edző által (Rézs Ferenc, Grész László, Kiss József, Kollárik Ferenc, Nemes Mihály, Goda József, Pércsi József, Nagy József)
5 fő     ifjúsági II. kcs. aranyjelvényes minősítésű versenyző – Alker Imre edző által (Karapancidisz Dimitrisz, Bodó Antal, Horcáth Mihály, Krakó Imre, Pocsai József)
Ifjúsági II. kcs. Magyar Csapat Bajnokság (Alker Imre edző által) I hely
1976 évben
Szabadfogásban:
Egyéni felnőtt Magyar Bajnokok – Molnár Géza, Kocsis János
Egyéni junior Magyar Bajnokok – Nádházi István, Szabó László
Egyéni serdülő Magyar Bajnok – Tanyi József
11 fő   I. osztályú minősítésű versenyző (Fekete Tibor, Simon György, Kocsis János, Nádházi István, Gulyás István, Mészáros László, Búzás András, Molnár Géza, Szabó László, Szemerédi Péter, Kispéter Tibor)
6 fő     aranyjelvényes minősítésű versenyző (Nádházi István, Hoffmann Géza, Gál András, Szabó László, Babusa Sándor, Németh Sándor)
Kocsis János – Szovjetunió (Leningrád), felnőtt Európa-bajnokság, IV. hely.
Szabó László – Lengyelország (Poznań), Junior Európa-bajnokság, V. hely.
Tóth Gábor – Junior Európa-bajnokság, III. hely
Bodó Antal – IBV (utánpótlás-vb) III. hely, junior Európa-bajnokság, V. hely
Felnőtt Magyar Csapat Bajnokság: III. hely.
Kötöttfogásban:
Egyéni junior Magyar Bajnokok – Tóth Gábor, Karapancidisz Dimitrisz, Bodó Antal
Egyéni ifjúsági Magyar Bajnok – Bodó Antal
Egyéni serdülő Magyar Bajnok – Király Árpád
7 fő     I. osztályú minősítésű versenyző – Varga János edző által (Garai Gábor, Goda József, Grész Lajos, Kollárik Ferenc, Mocsári Imre, Pércsi József, Tóth Gábor)
5 fő     aranyjelvényes minősítésű versenyző – Varga János edző által (Tóth Gábor, Karapancidisz Dimitrisz, Kill József, Kovács József, Péter István)
7 fő     ifjúsági II. kcs. aranyjelvényes minősítésű versenyző – Alker Imre edző által (Bodó Antal, Fóris Sándor, Kovács László, Dubnicz Imre, Kislaki Gábor, Mohácsi Gábor, Pocsai József)
Ifjúsági II. kcs. Magyar Csapat Bajnokság (Alker Imre edző által) II. hely
1977 évben
Szabadfogásban:
Egyéni felnőtt Magyar Bajnokok – Molnár Géza, Molnár József
Egyéni junior Magyar Bajnokok – Babusa Sándor, Kovács Béla, Németh Sándor
10 fő   I. osztályú minősítésű versenyző – Hollósi Géza edző által (Gulyás István, Mészáros László, Molnár Géza, Szabó Lajos, Szemerédi Péter, Kiss József, Kocsis János, Molnár József, Németh Sándor, Kárász József)
7 fő     aranyjelvényes minősítésű versenyző – Hollósi Géza edző által (Babusa Sándor, Kovács Béla, Kálmán Tibor, Tóth Lajos, Wenerhoffer, Robotka István, Mülbacher Sándor,
1 fő     aranyjelvényes minősítésű versenyző – Búzás Károly edző által (Tanyi József)
Felnőtt Magyar Csapat Bajnokság: I. hely.
Molnár Géza – Svájc (Lusainne) felnőtt Világbajnokság, IV. hely.
Kötöttfogásban:
Egyéni felnőtt Magyar Bajnok – Bodó Antal
Egyéni junior Magyar Bajnokok – Tóth Gábor, Karapancidisz Dimitrisz, Bodó Antal
Egyéni ifjúsági Magyar Bajnok – Kovács László
Egyéni serdülő Magyar Bajnokok – Király Attila, Oláh Dávid
5 fő     I. osztályú minősítésű versenyző – Varga János edző által (Péteri István, Grész Lajos, Bodó Antal, Soos István, Sudár István)
5 fő     aranyjelvényes minősítésű versenyző – Varga János edző által (Kovács József, Katus György, Karapancidisz Dimitrisz, Burncs Gábor, Tóth Gábor)
3 fő     aranyjelvényes minősítésű versenyző – Alker Imre edző által (Gyarmati László, Kovács László, Mohácsi Gábor)
Felnőtt Magyar Csapat Bajnokság: III. hely.
Tóth Gábor – Junior Világbajnokság, II. hely
Bodó Antal – Junior Világbajnokság, III. hely, Főiskolai Világbajnokság, III. hely
Kovács László – IBV (utánpótlás-vb) V. hely
1978. évben
Szabadfogásban:
Egyéni felnőtt Magyar Bajnok – Molnár Géza
Egyéni junior Magyar Bajnokok – Orbán József, Kovács Béla, Robotka István
Egyéni serdülő Magyar Bajnok – Kacsó Tibor
1 fő     nemzetközi
minősítésű versenyző – Hollósi Géza edző által
11 fő   I. osztályú minősítésű versenyző – Hollósi Géza edző által
2 fő     aranyjelvényes minősítésű versenyző – Hollósi Géza edző által
6 fő     aranyjelvényes minősítésű versenyző – Búzás Károly edző által
Felnőtt Magyar Csapat Bajnokság: IV. hely.
Molnár Géza – Bulgária (Szófia), felnőtt Európa-bajnokság, VI. hely.
Kovács Béla – Finnország (Olulu), Junior Európa-bajnokság, IV. hely
Orbán József – Finnország (Olulu), Junior Európa-bajnokság, V. hely
Robotka István – Finnország (Olulu), Junior Európa-bajnokság, VI. hely
Kötöttfogásban:
Egyéni junior Magyar Bajnokok – Soos István, Kovács László
4 fő     I. osztályú minősítésű versenyző – Varga János edző által
4 fő     aranyjelvényes minősítésű versenyző – Varga János edző által
2 fő     aranyjelvényes minősítésű versenyző – Alker Imre edző által
Felnőtt Magyar Csapat Bajnokság: V. hely.
Bodó Antal – Finnország (Olulu), Junior Európa-bajnokság, III. hely
Sipos Árpád – IBV (utánpótlás-vb) III. hely
A BVSC-ben elért eredmények, melyben közreműködött:
1988. évben
- Takács Ferenc – Junior Európa-bajnokság, I. hely

1990. évben
- Majoros István – Serdülő Világbajnokság, kötöttfogás I. hely
- Boros Károly – Serdülő Világbajnokság, kötöttfogás II. hely
- Majoros István – Serdülő Világbajnokság, szabadfogás VI. hely
- Guzmics Tibor – Serdülő Világbajnokság, szabadfogás VI. hely

1991. évben
- Majoros István – Ifjúsági Világbajnokság, II. hely
- Staudt György – Ifjúsági Európa-bajnokság, IV. hely
- Simita Zsolt – Serdülő Világbajnokság, I. hely

1992. évben
- Juhász László – Junior Európa-bajnokság, VI. hely
- Majoros István – Ifjúsági Világbajnokság, IV. hely
- Simita Zsolt – Ifjúsági Világbajnokság, VI. hely

1993. évben
- Simita Zsolt – Ifjúsági Európa-bajnokság, I. hely
- Bárdosi Sándor – Serdülő Világbajnokság, III. hely
- Gáspár András – Serdülő Világbajnokság, IV. hely

1994. évben
- Fehér Tamás – Ifjúsági Világbajnokság, I. hely

1995. évben
- Simita Zsolt – Junior Világbajnokság,  II. hely
- Bárdosi Sándor – Ifjúsági Európa-bajnokság, kötöttfogás I. hely
- Bárdosi Sándor – Ifjúsági Európa-bajnokság, szabadfogás II. hely

1996. évben
- Füredi Levente – Ifjúsági Világbajnokság, II. hely
- Hajdú Balázs – Ifjúsági Világbajnokság, IV. hely
- Hajdú Balázs – Ifjúsági Európa-bajnokság, IV. hely

1997. évben
- Bárdosi Sándor – Junior Világbajnokság, I. hely
- Virág Lajos – Junior Világbajnokság, V. hely
- Bárdosi Sándor – Junior Európa-bajnokság, IV. hely
- Branda Gyula – Junior Európa-bajnokság, V. hely

1998 évben
- Hajdú Balázs – Junior Világbajnokság, V. hely
- Hajdú Balázs – Junior Európa-bajnokság, II. hely
- Szabó György – Junior Európa-bajnokság, V. hely
- Füredy Levente – Junior Európa-bajnokság, V. hely
- Kiss Balázs – Serdülő Világbajnokság, I. hely

1999. évben
- Oláh Tibor – Junior Világbajnokság, IV. hely

Pályafutása során több könyvet is írt, valamint oktatóként filmet is szerkesztett. 2011-ben és 2012-ben a Budapesti Birkózó Szövetség emlékversenyt nevezett el róla. Ez két alkalmat ért meg, ezt követően elfelejtették.

## Tanítványai
- 1964–1974 a Budapesti Honvéd Sportegyesület Birkózó Szakosztályában utánpótlásedzőként Magyar Bajnokok, helyezettek:

Molnár Gyula, Klinga László, Szabó Ferenc, Farkas László, Rusznyák József, Pap László, Czicze Attila, Pásztor József, Fajd István, Kollarik Mihály, Géth Ede, Kovács István, Kukucska László, Mészáros György, Makrai József, Pétervári László, Szegedi György, Tomin István, Virbán Tibor, Kiss Béla, Kazár Pál, Fodor István, Takács István, Sipos Miklós, Reisch György, Magyar Pál, Kocsi Emil, Grész Lajos, Gila István, Ambrus Károly, Goda József, Vakulya Alajos, Balázs Ferenc, Valkó Ferenc, Varga Sándor, Balogh Péter, Doncsec József, Sélyei István, Szabari Kálmán, Molnár József, Simon György, Gila István, Molnár Géza, Selley János, Mumulidisz Sándor, Vakulya Alajos, Kiss László, Klement Gyula, Gyarmati Győző, Kiss József, Langauf István, Nagy Attila, Fodor Gábor, Pifkai László, Szegő László, Jakab László, Hirosik István, Abonyi László, Gulyás István, Hoffmann Géza, Nádudvari Ervin
- 1980 – 1978 a Budapesti Honvéd Sportegyesület Birkózó Szakosztályában serdülő kötöttfogású és szabadfogású edzőként Magyar Bajnokok, helyezettek:

Podolszki Attila, Ubrankovics Csaba, Ubrankovics Zoltán, Podolszki Tibor, Kondákor Tibor, Rezes Márton, Alker Mihály, Bereczki Attila, Polyák Gábor, Vadócz Attila, Schmidtgunszt László, Olajos Attila, Tápai Attila, Deák Csaba, Kovács Zoltán, Kaltenecker Endre, Rest István, Hidasi Márton, Hörcsöki József, Molnár László, Tóth Gábor, Szabó Károly, Tornai Balázs, Sülő Attila, Gál Lajos, Bihari László, Czeiler Zoltán, Nagy Zsolt, Óvári László, Hanitz Zsolt, Laczkó Sándor, Meleg Gábor, Kovács László, Hajdú Imre 
- 1987 – 1988 a Budapesti Honvéd Sportegyesület Birkózó Szakosztályában Úttörő "B" korcsoportú edzőként:

Bozsányi Dezső  – szf. serdülő MB I. hely, szf. serdülő MB II. hely, kf. serdülő MB I. hely, Staudt György – Úttörő Olimpia II. hely,  Diák Olimpia I. hely, Guzmics Tibor – Úttörő Olimpia III. hely, Diák Olimpia II. hely, Majoros István – Diák Olimpia III. hely

## Neves tanítványai
- Molnár Géza 1970. év Finnország, Huskvarna, Ifjúsági Európa-bajnokság II. hely – szabadfogás 82 kg.
- Rusznyák József 1970. év Berlin, Európa-bajnokság III. hely – szabadfogás 68 kg.
- Klinga László 1972. év München Olimpia III. hely – szabadfogás 62 kg.
- Molnár József 1972. év Jugoszlávia, Hvar, Ifjúsági Európa-bajnokság III. hely – szabadfogás 52 kg.
- Jakab László 1972. év Jugoszlávia, Hvar, Ifjúsági Európa-bajnokság III. hely – szabadfogás 87 kg.
- Szalontai Imre 1975. év Bulgária, Haskovó, Junior Világbajnokság V. hely – szabadfogás 52 kg.
- Kocsis János 1976. év Szovjetunió, Leningrád, Európa-bajnokság IV. hely – szabadfogás 68 kg.
- Szabó László 1976. év Lengyelország, Poznan, Junior Európa-bajnokság V. hely – szabadfogás
- Tóth Gábor 1976. év  Lengyelország, Poznań, Junior Európa-bajnokság III. hely – kötöttfogás 90 kg.
- Bodó Antal 1976. év , IBV (utánpótlás-vb) III. hely – kötöttfogás 100 kg.
- Bodó Antal 1976. év  Lengyelország, Poznan, Junior Európa-bajnokság V. hely – kötöttfogás 100 kg.
- Molnár Géza 1977. év Svájc, Lusanne, Világbajnokság IV. hely – szabadfogás 90 kg.
- Tóth Gábor 1977. év , Junior Világbajnokság IV. hely – kötöttfogás 90 kg.
- Bodó Antal 1977. év , Junior Világbajnokság III. hely – kötöttfogás 100 kg.
- Bodó Antal 1977. év , Főiskolai Világbajnokság III. hely – kötöttfogás 100 kg.
- Kovács László 1977. év , IBV (utánpótlás-vb) V. hely – kötöttfogás100 kg.
- Molnár Géza 1978. év Bulgária, Szófia, Európa-bajnokság VI. hely – szabadfogás 90 kg.
- Kovács Béla 1978. év Finnország, Olulu, Junior Európa-bajnokság IV. hely – szabadfogás 57 kg.
- Orbán József 1978. év Finnország, Olulu, Junior Európa-bajnokság V. hely – szabadfogás 62 kg.
- Robotka István 1978. év Finnország, Olulu, Junior Európa-bajnokság VI. hely – szabadfogás 100 kg.
- Bodó Antal 1978. év Finnország, Olulu, Junior Európa-bajnokság III. hely – kötöttfogás 100 kg.
- Sipos Árpád 1978. év , IBV (utánpótlás-vb) III. hely – kötöttfogás 57 kg.
- Kovács István 1979. év USA, San Diego Világbajnokság I. hely – szabadfogás 82 kg.
- Németh Nyiba Sándor 1980.év Prievidza, Csehszlovákia, 4. hely 57 kg szabadfogás  (mindig ez a súly és fogás)
- Németh Nyiba Sándor 1986.Budapest, Világbajnokság 6.hely
- Németh Nyiba Sándor 1986.Piraeus Görögország 6.hely
- Bárdosi Sándor 2000. év Sydney Olimpia II. hely – kötöttfogás 85 kg.
- Majoros István 2004. év Athén Olimpia I. hely – kötöttfogás 55 kg.

## Eredményei versenyzőként
| Időpont | Helyszín     | Verseny                                                   | Helyezés | Klub                 |
| ------- | ------------ | --------------------------------------------------------- | -------- | -------------------- |
| 1952    | Helsinki     | Olimpia /szabadfogású/                                    | kiesett  | magyar válogatott    |
| 1953    | Bukarest     | Világifjúsági Találkozó – VIT /szabadfogású/              | 1. hely  | magyar válogatott    |
| 1954    | Tokió        | Világbajnokság /szabadfogású/                             | 4. hely  | magyar válogatott    |
| 1957    | Isztambul    | Világbajnokság /szabadfogású/                             | 6. hely  | magyar válogatott    |
| 1957    | Moszkva      | Világifjúsági Találkozó – VIT/szabadfogású/               | 1. hely  | magyar válogatott    |
| 1957    | Moszkva      | Világifjúsági Találkozó – VIT/görög-római/                | 6. hely  | magyar válogatott    |
| 1959    | Teherán      | Világbajnokság /szabadfogású/                             | kiesett  | magyar válogatott    |
| 1946    | Magyarország | Ifjúsági Magyar Bajnokság /szabadfogású/                  | 1. hely  | Hódmezővásárhely MÁV |
| 1946    | Magyarország | Ifjúsági Magyar Bajnokság /görög-római (kötöttfogású)/    | 1. hely  | Hódmezővásárhely MÁV |
| 1948    | Magyarország | I. osztályú Magyar Bajnokság /szabadfogású/               | 1. hely  | Ganz TE              |
| 1948    | Magyarország | I. osztályú Magyar Bajnokság /görög-római (kötöttfogású)/ | 2. hely  | Ganz TE              |
| 1950    | Magyarország | Magyar Bajnokság /szabadfogású/                           | 1. hely  | Ganz Vasas SE        |
| 1951    | Magyarország | Magyar Bajnokság /szabadfogású/                           | 1. hely  | SZOT                 |
| 1951    | Magyarország | Magyar Bajnokság /görög-római (kötöttfogású)/             | 1. hely  | Budapest Honvéd SE   |
| 1952    | Magyarország | Magyar Bajnokság /szabadfogású/                           | 1. hely  | Budapest Honvéd SE   |
| 1952    | Magyarország | Magyar Csapatbajnokság /görög-római (kötöttfogású)/       | 2. hely  | Budapest Honvéd SE   |
| 1953    | Magyarország | Magyar Csapatbajnokság /szabadfogású/                     | 1. hely  | Budapest Honvéd SE   |
| 1953    | Magyarország | Magyar Bajnokság /szabadfogású/                           | 1. hely  | Budapesti Honvéd SE  |
| 1953    | Magyarország | Magyar Bajnokság /görög-római (kötöttfogású)/             | 3. hely  | Budapesti Honvéd SE  |
| 1954    | Magyarország | Magyar Bajnokság /szabadfogású/                           | 1. hely  | Budapest Honvéd SE   |
| 1954    | Magyarország | Magyar Csapatbajnokság /szabadfogású/                     | 1. hely  | Budapest Honvéd SE   |
| 1955    | Magyarország | Magyar Bajnokság /szabadfogású/                           | 1. hely  | Budapest Honvéd SE   |
| 1956    | Magyarország | Magyar Csapatbajnokság /szabadfogású/                     | 1. hely  | Budapest Honvéd SE   |
| 1956    | Magyarország | Magyar Bajnokság /szabadfogású/                           | 2. hely  | Budapest Honvéd SE   |
| 1957    | Magyarország | Magyar Bajnokság /szabadfogású/                           | 1. hely  | Budapest Honvéd SE   |
| 1958    | Magyarország | Magyar Bajnokság /szabadfogású/                           | 1. hely  | Budapest Honvéd SE   |
| 1958    | Magyarország | Magyar Bajnokság /görög-római (kötöttfogású)/             | 3. hely  | Budapest Honvéd SE   |
| 1959    | Magyarország | Magyar Bajnokság /szabadfogású/                           | 1. hely  | Budapest Honvéd SE   |
| 1959    | Magyarország | Magyar Bajnokság /görög-római (kötöttfogású)/             | 2. hely  | Budapest Honvéd SE   |
| 1960    | Magyarország | Magyar Bajnokság /szabadfogású/                           | 1. hely  | Budapest Honvéd SE   |
| 1960    | Magyarország | Magyar Bajnokság /görög-római (kötöttfogású)/             | 3. hely  | Budapest Honvéd SE   |
| 1961    | Magyarország | Magyar Bajnokság /szabadfogású/                           | 1. hely  | Budapest Honvéd SE   |
| 1961    | Magyarország | Magyar Csapatbajnokság /görög-római (kötöttfogású)/       | 1. hely  | Budapest Honvéd SE   |
| 1962    | Magyarország | Magyar Csapatbajnokság /vegyesfogású/                     | 1. hely  | Budapest Honvéd SE   |
| 1963    | Magyarország | Magyar Csapatbajnokság /görög-római (kötöttfogású)/       | 1. hely  | Budapest Honvéd SE   |

## Díjai, elismerései
- A Magyar Népköztársaság kiváló sportolója (1951)[7]
- A Magyar Népköztársaság Érdemes Sportolója (1954)[8]